# Fabio Borini
Fabio Borini (sinh ngày 29 tháng 3 năm 1991) là cầu thủ bóng đá người Ý đang thi đấu ở vị trí tiền đạo cho câu lạc bộ Sampdoria tại Serie B.
Anh khởi đầu sự nghiệp tại câu lạc bộ Bologna, trước khi chuyển đến Chelsea vào mùa hè năm 2007. Anh rời Chelsea năm 2011 và sau đó lần lượt thi đấu cho AS Roma, Liverpool và Sunderland.
Borini từng là thành viên đội tuyển U-21 Ý về nhì tại Giải vô địch bóng đá U-21 châu Âu 2013. Anh có trận đấu đầu tiên cho Đội tuyển bóng đá quốc gia Ý vào năm 2012 và được triệu tập tham dự Euro 2012 nhưng không có cơ hội ra sân tại giải đấu.

## Sự nghiệp cấp câu lạc bộ

### Bologna
Borini bắt đầu chơi bóng đá từ năm 9 tuổi, và anh lẫn cha anh đều là cổ động viên của câu lạc bộ Bologna. Anh gia nhập đội trẻ của Bologna vào năm 2001.

### Chelsea
Borini gia nhập Chelsea vào mùa hè năm 2007 từ Bologna. Trong suốt mùa giải 2008-09, anh là sự lựa chọn hàng đầu trên hàng công của đội trẻ Chelsea và cũng là chân sút có nhiều bàn thắng nhất với 10 bàn thắng trong 11 lần ra sân. Borini đã từng ghi bàn vào lưới đội trẻ Manchester United tại Cúp FA dành cho cầu thủ trẻ.
Ngày 1 tháng 9 năm 2009, anh được huấn luyện viên Carlo Ancelotti đăng ký vào danh sách thi đấu tại UEFA Champions League và ngồi ghế dự bị trong trận đấu với Porto. Anh có lần ra sân đầu tiên trong đội hình chính Chelsea khi vào thay Nicolas Anelka ở phút 89 trận thắng Tottenham Hotspur 3-0 ở Giải Ngoại hạng. Sau đó, trong trận đấu với Queens Park Rangers ở vòng 3 Cúp Liên đoàn Anh, Borini đã được ra sân chính thức và thi đấu trọn vẹn 90 phút.
Trở về đội trẻ, anh ghi được 2 bàn thắng trong trận đấu giữa đội trẻ Chelsea và West Ham United. Borini lần thứ hai vào sân ở Giải ngoại hạng khi vào thay tiền đạo người Bờ Biển Ngà Salomon Kalou ở phút 77 trận đấu với Wolverhampton Wanderers. Ngày 8 tháng 12 năm 2009, Borini có lần ra sân đầu tiên tại UEFA Champions League 2009-10 trong trận hòa 2–2 với APOEL khi vào thay Gael Kakuta. Ngày 17 tháng 12, trong trận đấu với Porstmouth ở Giải Ngoại hạng, Borini đã có cơ hội ghi bàn khi trước mặt anh là khung thành trống nhưng cú đệm bóng lại đi chệch khung thành trong gang tấc. Trận đầu tiên của anh tại cúp FA là trận đấu với Cardiff City tại vòng 5 khi anh vào sân ở phút 88 thay thế Didier Drogba. 

#### Swansea City (mượn)
Ngày 17 tháng 3 năm 2011, Borini gia nhập Swansea City đang thi đấu tại Championship theo thỏa thuận cho mượn đến hết mùa bóng 2010-11.
Tháng 5 năm 2011, anh xác nhận sẽ rời Chelsea khi không tiếp tục ký hợp đồng mới với đội bóng.

### AS Roma
Ngày 31 tháng 8 năm 2011, Borini ký với Roma hợp đồng cho mượn giá trị 1,25 triệu €, với điều khoản cho phép câu lạc bộ này mua đứt anh với giá 7 triệu €.

### Liverpool
Ngày 13 tháng 7 năm 2012, Borini chính thức gia nhập Liverpool và trở thành hợp đồng đầu tiên của tân huấn luyện viên Brendan Rodgers. Số áo của anh tại Liverpool là 29.

#### Sunderland (mượn)
Borini đã được Liverpool cho Sunderland mượn trong thời hạn một năm vào ngày 2 tháng 9 năm 2013.

#### 2014-2015
Ngày 21 tháng 12 năm 2014, Borini bị truất quyền thi đấu trong trận hòa 2-2 với Arsenal sau khi nhận hai thẻ vàng dù chỉ có 16 phút vào sân từ băng ghế dự bị. Phải đến ngày 17 tháng 1 năm 2015 anh mới có bàn thắng đầu tiên trong mùa giải, pha ghi bàn mở tỉ số trong chiến thắng 2-0 trước Aston Villa.

### Sunderland

#### 2015–16

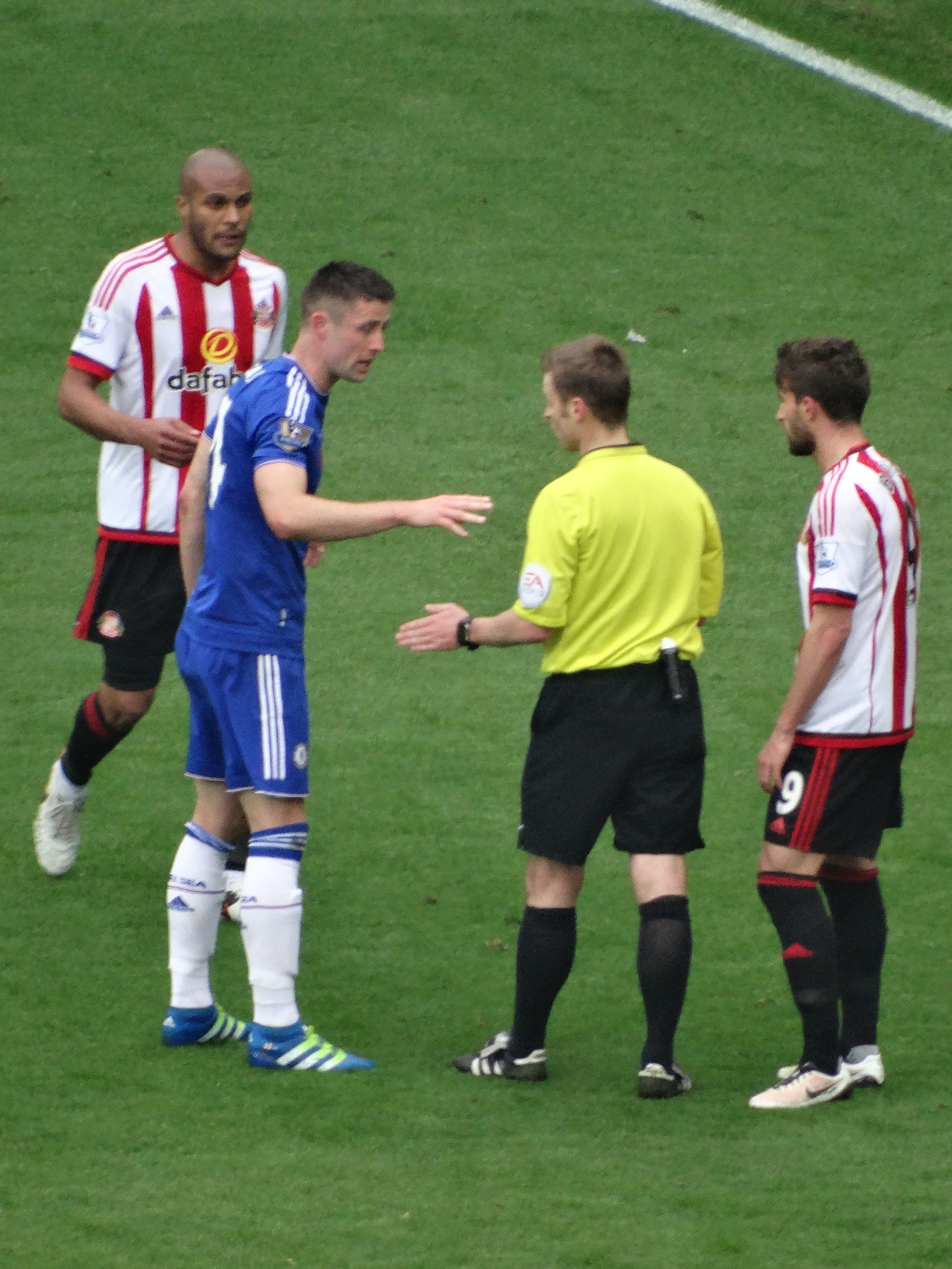
Borini (phải) thi đấu cho Sunderland vào năm 2016

Ngày 31 tháng 8 năm 2015, Borini chính thức gia nhập Sunderland theo bản hợp đồng có thời hạn bốn năm, với phí chuyển nhượng 8 triệu £ và có thể tăng lên đến 10 triệu £.

#### 2016–17
Trong mùa giải này, Borini chỉ ghi được 2 bàn/26 trận cho Sunderland và đội bóng này phải xuống hạng Football League Championship.

#### AC Milan (mượn)
Ngày 30 tháng 6 năm 2017, Borini trở lại Serie A khoác áo AC Milan theo thỏa thuận cho mượn từ Sunderland và đội bóng nước Ý có nghĩa vụ mua anh sau khi hết thời hạn cho mượn.

## Sự nghiệp quốc tế
Ngày 13 tháng 11 năm 2009, Borini đã lần đầu tiên xuất hiện trong đội hình thi đấu của đội tuyển U-21 Ý và thua 2–0 trước Hungary. Ngày 29 tháng 3 năm 2011, anh có bàn thắng đầu tiên cho tuyển U-21 Ý trong trận đấu với U-21 Đức.
Borini là đội trưởng của đội tuyển U-19 Ý tại Giải vô địch bóng đá U-19 châu Âu 2010. Tuy nhiên U-19 Ý đã rời giải sau vòng bảng mà không ghi được bàn nào.
Ngày 26 tháng 2 năm 2012, Borini được huấn luyện viên Cesare Prandelli lần đầu tiên triệu tập vào Đội tuyển bóng đá quốc gia Ý. Anh sau đó có tên trong danh sách 23 cầu thủ Ý tham dự Euro 2012 nhưng không có cơ hội ra sân.
Tháng 5 năm 2013, Borini cùng đội tuyển U-21 Ý tham dự Giải vô địch bóng đá U-21 châu Âu 2013 tại Israel. Tại giải đấu này, anh ghi bàn trong trận đấu bán kết với U-21 Hà Lan và trận chung kết với U-21 Tây Ban Nha. U-21 Ý về nhì giải đấu và anh có tên trong đội hình tiêu biểu của giải.

## Thống kê sự nghiệp

### Câu lạc bộ
| Câu lạc bộ          | Mùa bóng            | Giải vô địch        | Giải vô địch | Giải vô địch | Cúp quốc gia | Cúp quốc gia | Cúp liên đoàn | Cúp liên đoàn | Cúp châu Âu | Cúp châu Âu | Khác    | Khác      | Tổng cộng | Tổng cộng |
| Câu lạc bộ          | Mùa bóng            | Hạng                | Số trận      | Bàn thắng    | Số trận      | Bàn thắng    | Số trận       | Bàn thắng     | Số trận     | Bàn thắng   | Số trận | Bàn thắng | Số trận   | Bàn thắng |
| ------------------- | ------------------- | ------------------- | ------------ | ------------ | ------------ | ------------ | ------------- | ------------- | ----------- | ----------- | ------- | --------- | --------- | --------- |
| 2009–10             | Chelsea             | Premier League      | 4            | 0            | 2            | 0            | 1             | 0             | 1           | 0           | —       | —         | 8         | 0         |
| 2010–11             | Swansea City (mượn) | Championship        | 9            | 6            | 0            | 0            | 0             | 0             | —           | —           | 3       | 0         | 12        | 6         |
| 2011–12             | Roma (mượn)         | Serie A             | 24           | 9            | 2            | 1            | 0             | 0             | —           | —           | —       | —         | 26        | 10        |
| 2012–13             | Liverpool           | Premier League      | 13           | 1            | 1            | 0            | 0             | 0             | 6           | 1           | —       | —         | 20        | 2         |
| 2013–14             | Sunderland (mượn)   | Premier League      | 32           | 7            | 3            | 0            | 5             | 3             | —           | —           | —       | —         | 40        | 10        |
| 2014–15             | Liverpool           | Premier League      | 12           | 1            | 2            | 0            | 2             | 0             | 2           | 0           | —       | —         | 18        | 1         |
| Tổng cộng sự nghiệp | Tổng cộng sự nghiệp | Tổng cộng sự nghiệp | 94           | 24           | 10           | 1            | 8             | 3             | 9           | 1           | 3       | 0         | 124       | 29        |

### Đội tuyển quốc gia
Tính đến 4 tháng 9 năm 2015
| Ý         | Ý    | Ý   |
| Năm       | Trận | Bàn |
| --------- | ---- | --- |
| 2012      | 1    | 0   |
| Tổng cộng | 1    | 0   |

## Danh hiệu

### Chelsea FC
- Premier League: 2009-10